# ソラーニャ (ヴィチェンツァ県)
ソラーニャ（伊: Solagna）は、イタリア共和国ヴェネト州ヴィチェンツァ県にある、人口約1,800人の基礎自治体（コムーネ）。

## 地理

### 位置・広がり

#### 隣接コムーネ
隣接するコムーネは以下の通り。
- バッサーノ・デル・グラッパ
- ポーヴェ・デル・グラッパ
- ロマーノ・デッツェリーノ
- ヴァルブレンタ

### 気候分類・地震分類
気候分類では、zona E, 2476 GGに分類される。
また、イタリアの地震リスク階級 (it) では、zona 2 (sismicità media) に分類される。

## 行政

### 分離集落
ソラーニャには、以下の分離集落（フラツィオーネ）がある。
- San Giovanni, Campo Solagna, Ponte San Lorenzo

## 姉妹都市
- コドーニョ、イタリア